# Haemadipsidae
Haemadipsidae (Безхоботні наземні п'явки) — родина п'явок ряду Безхоботні п'явки (Arhynchobdellida). Складається з 2 підродин, 10 родів. Інша назва «суходольні щелепні п'явки». наукова назва походить від слів «haima» і «dipsa», що з латини перекладається як кров і спрага відповідно. Низка дослідників розглядають цю родини в якості монофілетичної групи. Вважається, що походить з тріасового періоду 9150 млн років тому).
Синоніми — Domanibdellidae, Idiobdellidae, Nesophilaemonidae.

## Опис
Загальна довжина представників цієї родини коливається від 1,5 до 8 см. Тіло складається з 28-30 сегментів і 5-кільцевих сомітів. Мають 5 пар очей, останні 2 з яких розділені двома сегментами. Рот і передня присоска доволі великі та широкі. Зазвичай мають 2 щелепи, деякі види наділени 3. Гонопори і нефридії розташовано з боків тіла. Перші розділені 3-5 сегментами. В середині запліднювальної системи самців 9атріумі) присутні сім'яспроскувальні пори.
Забарвлення спини коричневе, зелене, помаранчеве, жовте, оливкове з різними відтінками, черево бежевий або кремовий колір. По спини можуть проходити темні лінії або смужки.

## Спосіб життя
Волі до тропічних та субтропічних місцин, часто зустрічається в дощових прибережних лісах. Пересуваються ґрунтом, часто ховаються серед впалого листя, або під камінням. Переважно є ектопаразитами, окрім роду Idiobdella, живляться кров'ю плазунів, іноді птахів.

## Розповсюдження
Поширено в басейні Індійського та Тихого океанів: від Східної Африки і Мадагаскару до Індонезії, Філіппін й Японії. Також присутні на австрійському узбережжі від Квінсленду до Нового Південного Вельсу. Нечасто трапляються на о. Тасманія.

## Підроди і роди
- Haemadipsinae
  - Amicibdella
  - Chtonobdella
  - Haemadipsa
  - Hygrobdella
  - Idiobdella
  - Nesophilaemon
  - Philaemon
  - Phytobdella
- Malagabdellinae
  - Malagabdella
  - Tristabdella